# Sasha Lane
Sasha Bianca Lane (Houston, 29 september 1995) is een Amerikaanse actrice. Haar filmdebuut was in American Honey (2016), geregisseerd door Andrea Arnold.
Lane groeide op in Dallas, Texas.

## Films
Dit overzicht is mogelijk incompleet; u kunt helpen door het uit te breiden.
| Jaar | Titel                            | Rol            | Regisseur               | Opmerkingen                 |
| ---- | -------------------------------- | -------------- | ----------------------- | --------------------------- |
| 2016 | American Honey                   | Star           | Andrea Arnold           |                             |
| 2017 | Born in the Maelstrom            | Rebecca        | Meryam Joobeur          | Korte film                  |
| 2018 | The Miseducation of Cameron Post | Jane Fonda     | Desiree Akhavan         |                             |
| 2018 | Hearts Beat Loud                 | Rose           | Brett Haley             |                             |
| 2018 | After Everything                 | Lindsay        | Hannah Marks Joey Power |                             |
| 2019 | Daniel Isn't Real                | Cassie         | Adam Egypt Mortimer     |                             |
| 2019 | Hellboy                          | Alice Monaghan | Neil Marshall           |                             |
| 2022 | How to Blow Up a Pipeline        | Theo           | Daniel Goldhaber        | Tevens uitvoerend producent |
| 2024 | Twisters                         | Lilly          | Lee Isaac Chung         |                             |

## Televisieserie
| Jaar | Titel                      | Rol          | Regisseur   | Opmerkingen     |
| ---- | -------------------------- | ------------ | ----------- | --------------- |
| 2020 | Utopia                     | Jessica Hyde | Toby Haynes | 8 afleveringen  |
| 2021 | Loki                       | Hunter C-20  | Kate Herron | 3 afleveringen  |
| 2022 | Conversations with Friends | Bobbi        |             | 12 afleveringen |

- Bibsys: 1492758309231
- Gemeinsame Normdatei: 1127079093
- International Standard Name Identifier: 0000 0004 7782 7321
- Library of Congress Control Number: no2017007830
- Système universitaire de documentation: 203629299
- Virtual International Authority File: 337148574295624430002
- WorldCat: E39PBJwCYmQY3M7ryhVtmkwpyd